# 코터 스미스
코터 스미스(Cotter Smith, 1949년 5월 29일 ~ )는 미국의 배우, 연극 배우, 텔레비전 배우, 영화배우이다.
워싱턴 D.C.에서 태어났다.

## 방송
- 마인드헌터
- 나이트 스토커

## 영화
- 더 포스트 (2017년) - 윌리엄 마콤버 역
- 잭 라이언 : 코드네임 쉐도우 (2014년)
- 버닝 블루 (2013년)
- 프렌즈 위드 키즈 (2011년) - 필 프라이맨 역
- 유 돈 노우 잭 (2010년) - 딕 톰슨 역
- 엑스맨 2 - 엑스투 (2003년)
- 런 더 와일드 필즈 (2000년) - 실라스 역
- 저징 에이미 (1999년)
- 세월의 다리 (1997년)
- 인베이더 (1996년)
- 암드 앤 이노센트 (1994년)
- K9 캅스 (1993년)
- 메시지 (1992년)
- 정열의 여인 (1991년)
- 정의의 수호자 (1990년)
- 신비의 카메론 (1989년)
- 나이트 게임 (1987년)
- LA 로 (1986년)
- 화가의 딸 (1984년)